# هایمبوخنتال
هایمبوخنتال (به آلمانی: Heimbuchenthal) یک شهر در آلمان است که در آشافنبورگ واقع شده‌است. هایمبوخنتال ۲٬۱۵۴ نفر جمعیت دارد.